# 瑪麗·布雷蒙特
瑪麗·布雷蒙特（1886年4月25日—2001年6月6日） ，是一名法國的超級人瑞，從2000年11月21日一直到她去世之前，是在世最年長者。她去世時，是當時法國的第二年長者，僅次於珍妮·卡爾門。
她出生於法國，她的第一任丈夫在鐵路工作，但在第一次世界大戰中陣亡。後來她與一名計程車司機再婚，但他於1967年去世。 